# リスペクト (オーティス・レディングの曲)
「リスペクト」（Respect）は、アメリカ合衆国の歌手オーティス・レディングが作詞・作曲して1965年に発表した楽曲。アルバム『オーティス・ブルー』（1965年9月発表）のために録音された曲の1つで、アルバムに先駆けて8月にシングルとしてリリースされ、同年にはレディングにとって2作目の全米トップ40ヒットとなった。
1967年、アレサ・フランクリンによるカヴァーが全米1位を獲得し、オリジナル以上の大ヒットとなった。この件に関してレディングは「あの娘が俺からあの曲を盗んだ」と語っている。

## オーティス・レディングの録音
オーティス・レディングによる1965年の録音は、ウィリアム・ベル(William Bell)がバッキング・ボーカルで参加したヴァージョンと、レディングのロード・マネージャーであるディック・シムズがバッキング・ボーカルで参加したヴァージョンの2種類が存在する。シングルに使用されたモノラル・ヴァージョンはベルが参加したもので、シムズが参加したヴァージョンは『オーティス・ブルー』のステレオ盤に収録された。なお、レディングの録音でレコーディング・エンジニアを担当したトム・ダウドは、アレサ・フランクリンによる1967年の録音でもアリフ・マーディンと共にエンジニアを務めている。
シングルとしてリリースされると、Billboard Hot 100では35位に達し、『ビルボード』誌のR&Bシングル・チャートでは4位に達した。
「リスペクト」はレディングのライヴで頻繁に歌われ、ライヴ録音も残された。1966年4月にウィスキー・ア・ゴーゴーで録音されたパフォーマンスは、没後の1968年に発表されたライヴ・アルバム『ウィスキー・ア・ゴーゴー』に収録された。1967年3月のヨーロッパ・ツアーにおける歌唱はライヴ・アルバム『ヨーロッパのオーティス・レディング』（1967年）に収録され、同年6月17日にモントレー・ポップ・フェスティバルに出演した時のパフォーマンスは、ジミ・ヘンドリックスとのスプリット・アルバム『Historic Performances Recorded at the Monterey International Pop Festival』（1970年）を含む様々な形で発表された。
1992年発売のコンピレーション・アルバム『リメンバー・ミー』には、「リスペクト」の別ヴァージョンが収録された。これは1967年の録音と言われているが、長い間レディングと共に活動してきたスティーヴ・クロッパーも、この録音のことは覚えていないという。

## カヴァー

### アレサ・フランクリンによるカヴァー

#### 録音
アレサ・フランクリンは、アトランティック・レコード移籍第1弾アルバム『貴方だけを愛して』のために行われた1967年2月14日のレコーディング・セッションで、この曲を含む5曲を録音した。
フランクリンのヴァージョンには、オリジナルにはなかった新しいアレンジや歌詞も追加された。キング・カーティスによるサックス・ソロのパートは、サム&デイヴの楽曲「ホエン・サムシング・イズ・ロング・ウィズ・マイ・ベイビー」が元になっている。また、フランクリンと妹キャロリン・フランクリンの案で、タイトルのスペル「R-E-S-P-E-C-T」を歌うパートや、「sock it to me」と歌うパートが追加された。

#### 反響・評価
フランクリンによるカヴァーは、アメリカではBillboard Hot 100とR&Bシングル・チャートの両方で1位を獲得し、1967年6月にはRIAAによってゴールドディスクに認定され、グラミー賞では最優秀R&Bレコーディング賞と最優秀女性R&Bボーカル・パフォーマンス賞の2部門を受賞した。また、フランクリンの楽曲としては初めて全英シングルチャート入りを果たし、最高10位に達した。
フランクリンのヴァージョンは、公民権運動やフェミニスト運動におけるアンセムとして取り入れられた。その後、1998年にはグラミーの殿堂入りを果たし、『デイリー・テレグラフ』が2004年に選出した「ベスト・カヴァー・ソングTOP50」では5位にランク・イン。
「ローリング・ストーンの選ぶオールタイム・グレイテスト・ソング500」2004年・2010年版で5位、2021年版では１位にランクされている。
ロックの殿堂公式ウェブサイトでは「フランクリン最大の業績にして、ポピュラー音楽における不朽の金字塔」と評され、ロックの殿堂が選出した「ロックン・ロールを形作った曲」の1つとして挙げられている。

#### 他メディアでの使用例
フランクリンの歌唱による「リスペクト」は、多くの映画のサウンドトラックで使用された。例として『アメリカン・グラフィティ2』（1979年公開）、『マドンナのスーザンを探して』（1985年公開）、『セント・エルモス・ファイアー』（1985年公開）、『ミスティック・ピザ』（1988年公開）、『フォレスト・ガンプ/一期一会』（1994年公開）、『ブリジット・ジョーンズの日記』（2001年公開）、『トゥー・ウィークス・ノーティス』（2002年公開）等がある。
また、アメリカ映画『ブルース・ブラザース2000』（1998年公開）ではフランクリンとブルース・ブラザース・バンドが共演したヴァージョンが使用され、同作のサウンドトラック・アルバムにも収録された。

### その他の主なカヴァー
- ジミー・スミス - アルバム『リスペクト』（1967年）に収録。
- ザ・ベンチャーズ - アルバム『$1,000,000 Weekend』（1967年）に収録。
- スティーヴィー・ワンダー - アルバム『愛するあの娘に』（1967年）に収録。
- ラムゼイ・ルイス - アルバム『Up Pops Ramsey』（1967年）に収録。
- ロータリー・コネクション（英語版） - アルバム『ソングス』（1969年）に収録。
- アン・ピーブルス - アルバム『This Is Ann Peebles』（1969年）に収録。
- Adeva（英語版） - アルバム『Adeva!』（1988年）に収録。
- ディーン・パークス - トリビュート・アルバム『Guitar Workshop: Tribute to Otis Redding』（1989年）に提供。
- ジェニファー・バトゥン - アルバム『アバヴ・ビロウ・アンド・ビヨンド』（1992年）に収録。
- ケリー・クラークソン - 2002年、リアリティ番組『アメリカン・アイドル』の準決勝で歌唱[31]。同番組のサウンドトラック・アルバム『American Idol: Greatest Moments』（2002年）にも収録された。
- 山崎まさよし - カヴァー・アルバム『COVER ALL YO!』（2007年）に収録。
- アンバー・ライリー - 2009年、テレビドラマ『glee/グリー』シーズン1の第1話「新生グリー誕生」の劇中で歌唱。